# Heinrich Walpot von Bassenheim
Henryk Walpot, właściwie Henryk I Walpot von Bassenheim (zm. 5 listopada 1208) – pierwszy wielki mistrz zakonu krzyżackiego, sprawujący swój urząd w latach 1198–1208.
Wiadomości o nim są sporadyczne i opierają się w większości na domniemaniach historyków i tradycji krzyżackiej.

## Życiorys
Przyjmuje się, że pochodził z zamożnej rodziny mieszczańskiej z Moguncji. Tak jak wielu innych ludzi swoich czasów, wyruszył z pielgrzymką do Ziemi Świętej, przygnany religijnym entuzjazmem. Tam przystąpił do nowo powstałego niemieckiego bractwa szpitalnego, działającego na obszarze Palestyny. Była to wspólnota wyłącznie szpitalna, a jej członkowie, wywodzący się przede wszystkim ze stanu mieszczańskiego, nie mogli nosić ze sobą żadnej broni. Henryk został początkowo przeorem zakonu, a z czasem awansował do funkcji preceptora. Był zwolennikiem przekształcenia bractwa w zakon rycerski.
5 marca 1198 powstał zakon krzyżacki, przyjmując regułę zakonną wzorowaną na regule templariuszy. W 1199 roku został on oficjalnie zatwierdzony przez papieża Innocentego III. Odtąd niemieckie bractwo szpitalników spełniało także funkcje czysto wojskowe, stając się zakonem rycerskim. Henryk władał nim przez dziesięć lat, przebywając w tym czasie w głównym domu Krzyżaków, mieszczącym się w Akce. Za czasów Henryka, Zakon miał raczej małe znaczenie i posiadał niewielki wpływ na wydarzenia w Ziemi Świętej. Większość braci zakonnych stanowili rycerze niemieccy ocalali z III wyprawy krzyżowej.
Henryk Walpot zmarł prawdopodobnie 5 listopada 1208 roku w Akce i tam też został pochowany.